# Eviota latifasciata
Eviota latifasciata es una especie de peces de la familia de los Gobiidae en el orden de los Perciformes.

## Morfología
Los machos pueden llegar a alcanzar los 1,5 cm de longitud total.

## Distribución geográfica
Se encuentra desde la Isla de Navidad y Australia Occidental hasta Tonga e Islas Ryukyu.

## Observaciones
Es inofensivo para los humanos.